# Antagonist NMDA receptora
Antagonisti NMDA receptora su klasa anestetika koji antagonizuju, ili inhibiraju dejstvo, N-metil-D-aspartatnog receptora (NMDAR). Oni se koriste kao anestetici za životinje i ljude. Stanje anestezije koje oni indukuju se naziva disocijativna anestezija. Postoji evidencija da antagonisti NMDA receptora mogu da uzrokuju određene tipove neurotoksičnosti ili oštećenja mozga koja se nazivaju Olnejeve ozlede kod glodara, mada takva oštećenja nikad nisu bila ubedljivo zapažena kod primata poput čoveka. Nedavna istraživanja na primatima sugerišu da dok veoma konzistentna i dugotrajna upotreba ketamina može da bude neurotoksična, akutna primena nije.
Nekoliko sintetičkih opioida dodatno deluju kao NMDAR antagonisti, npr. petidin, metadon, dekstropropoksifen, tramadol i ketobemidon.
Neki antagonisti NMDA receptora, kao što su ketamin, dekstrometorfan (DXM), fenciklidin (PCP), i azot-monoksid (N2O), su popularne rekreacione droge koje se koriste zbog njihovih disocijativnih, halucinogenih, i euforijantnih svojstava.

## Primeri

### Kompetitivni antagonisti
- AP5 (APV, R-2-amino-5-fosfonopentanoat)[3]
- AP7 (2-amino-7-fosfonoheptanska kiselina)[4]
- Midafotel (3-[(R)-2-karboksipiperazin-4-il]-prop-2-enil-1-fosfonska kiselina)[5]
- Selfotel: anksiolitik, antikonvulsant sa mogućim neurotoksičnim destvom.

### Nekompetitivni blokatori kanala
- Amantadin: koristi se za tretiranje Parkinsonove bolesti, influenze i Alzheimerove bolesti.[6][7]
- Atomoksetin: inhibitor preuzimanja norepinefrina koji se koristi za tretman ADHD.[8]
- AZD6765
- Hloroform: jedan od prvih anestetika.
- Dekstralorfan: potentniji analog dekstrometorfana.
- Dekstrometorfan: antitusik prisutan u lekovima za kašalj.[9]
- Dekstrorfan: aktivni metabolit dekstrometorfana.
- Difenidin: dizajnirana droga.[10]
- Dizocilpin (MK-801): eksperimental lek koji se koristi u naučnim istraživanjima.[11]
- Etanol: takođe poznat kao alkohol, široko korišćeni legalni intoksikant.
- Eticiklidin: kontrolisana supstanca u SAD.
- Gaciklidin: eksperimentalni leki razvijen za neuroprotekciju.
- Ibogain: kontrolisana supstanca u SAD.[12][13]
- Magnezijum
- Memantin: treatment za Alzheimerovu bolest.[14]
- Metoksetamin: dizajnirana droga.
- Nitromemantin: derivat memantina.[15]
- Azotsuboksid: koristi se za anesteziju, posebno u zubarstvu.[16]
- Fenciklidin: kontrolisana supstanca u SAD.[12]
- Roliciklidin: kontrolisana supstanca u SAD.
- Tenociklidin: kontrolisana supstanca u SAD.
- Metoksidin: 4-meo-pcp
- Tiletamin: anestetik za životinje.[17]
- Ksenon: anestetik.
- Nerameksan: analog memantina sa nootropnim, antidepresantskim svojstvima. Takođe nikotinski acetilholinski antagonist.
- Eliprodil: antikonvulsantski lek sa neuroprotektivnim svojstvimia.
- Etoksadrol: potentan disocijativ sličan PCP.
- Deksoksadrol: sličan etoksadrolu.
- WMS-2539: potentan fluorinisani derivat deksoksadrola.[18]
- NEFA: antagonist umerenog afinita.
- Remacemid: antagonist niskog afiniteta, takođe blokator natrijumskog kanala.
- Delucemin: takođe SSRI s neuroprotektivnim svojstvima.
- 8A-PDHQ: PCP strukturni analog visokog afiniteta.

### Nekompetitivni antagonisti
- Aptiganel (Cerestat, CNS-1102): vezuje se za mestove vezivanja Mg2+ u kanalu NMDA receptora.
- HU-211: enantiomer potentnog kanabinoida HU-210 koji nema kanabinoidno dejstvo već deluje kao potentan nekompetitivni NMDA antagonist.[19]
- Remacemid: glavni metabolit nekompetitivnog antagonista sa niskim afinitetom za mestom vezivanja.[20]
- Rinhofilin, alkaloid.
- Ketamin: disocijativni psihodelik sa antidepresantskim svojstvima koji se koristi za anasteziju kod ljudi i životinja[21]

### Glicinski antagonisti
Ovi lekovi deluju na mestu vezivanja glicina:
- GLYX-13 (parcijalni agonist)
- TK-40 (kompetitivni antagonist GluN1 glicinskog mesta vezivanja)[22]
- 1-Aminociklopropan-1-karboksilna kiselina (ACPC)
- 7-Hlorokinurenska kiselina[23]
- DCKA (5,7-dihlorokinurenska kiselina)[24]
- Kinurenska kiselina: prirodni antagonist[25]
- Lakosamid: lek koji se istražuje za moguću primenu u tretmanu epilepsije i dijabetičkog neuropatičnog bola.[26]
- L-fenilalanin,[27] prirodna aminokiselina (ravnotežna konstanta disocijacije (KB je 573 µM)[28]).